# Aubrey Fitch
Aubrey Wray Fitch (Saint Ignace (Michigan), 11 juni 1883 – Maine, 22 mei 1978) was een admiraal van de Amerikaanse Marine tijdens de Tweede Wereldoorlog. Vanaf 1920 bekleedde hij diverse belangrijke commandofuncties die verband hielden met vliegtuigen, zowel op zee als aan land. Door hem werd het vliegtuig, in samenwerking met de vloot, gepromoot en ondersteund. Hij was ook dienstdoende directeur en later directeur-generaal van de United States Naval Academy.

## Levensloop
Fitch kwam op de U.S. Naval Academy in de zomer van 1902 en studeerde af op 12 februari 1906. Hij was toen 23 jaar.
Daarna diende hij twee jaar als dienstdoende onderofficier op de kruiser USS Pennsylvania (ACR-4) en de torpedobootjager USS Chauncey (DD-3).
Fitch bekwam een officiersrang op 13 februari 1908 en diende vervolgens op de USS Rainbow en USS Concord (PG-3), vooraleer hij dienstdoende instructeur werd van torpedo's in het Naval Torpedo Station, Newport, Rhode Island, aan boord van het opleidingsschip USS Montgomery (C-9).
Na zijn instructeur-torpedo-opleiding afgerond te hebben, hielp Fitch het slagschip USS Delaware (BB-28) in dienst te stellen, wat plaatsvond op 4 april 1910. Hierna keerde hij terug naar de marine academie, eerst als assistent discipline officier in 1911 en 1912, en als instructeur fysieke training van 1912 tot 1913.
Fitch diende op de torpedobootjagers USS Balch (DD-50) en USS Duncan (DD-46) voor hij zijn eerste bevel kreeg als commandant over de USS Terry (DD-25), bij de 2e Divisie, Reserve Torpedo Flottielje, Atlantic-West.

## Eerste Wereldoorlog
Na gediend te hebben bij de staf van de Amerikaanse Atlantische vloot kreeg Fitch het commando over het Navy-jacht "Yankton" in januari 1915, naast zijn verantwoordelijkheid als assistent van de opperbevelhebber.
Hij verliet de "Yankton", kort na het begin van de deelname van de Verenigde Staten aan de Eerste Wereldoorlog, op 6 april 1917, de oorlogsverklaring, en zette nog vijf maanden zijn activiteiten voor de staf voort.
Aubrey Fitch diende op het slagschip USS Wyoming (BB-32) als dienstdoend artillerie-officier gedurende de resterende periode van vijandelijkheden terwijl dit slagschip deel uitmaakte van het 6e Battle Squadron.
Na de wapenstilstand keerde Fitch weer terug naar de Marine Academy, waar hij gelijktijdig marine "inspector of ordnance" verantwoordelijk voor het marine munitiemagazijn in Hingham, Massachusetts, en marine "inspector of ordnance" voor het marine kolenstation in Frenchman Bay, Maine. Vanaf augustus 1920 voerde Fitch het bevel over een divisie mijnenleggers, terwijl hij ook afwisselend het bevel voerde over de USS Luce (DM-4) en USS Mahan (DM-7).
In december 1922 werd hij gedetacheerd van de USS Mahan en deed Fitch dienst in Rio de Janeiro, tot maart 1927, als Afgevaardigde van de V.S te Brazilië, vooraleer hij weer teruggeroepen werd voor een diensttaak in Washington D.C.. Hij ging terug in mei 1927, naar zee als officier op de USS Nevada (BB-36).
Hij kreeg vervolgens het bevel over de USS Arctic (AF-7), een schip dat somtijds als ongewoon, de "vleesboot" werd genoemd, in november 1927.

## Luchtvaart
Aubrey Fitch volgde vanaf juni 1929 de opleiding voor vlieginstructeur aan de Naval Air Station in Pensacola, Florida, en haalde daar zijn vliegbrevet op 4 februari 1930.
Na een korte dienst bij NAS San Diego, Californië, werd hij bevelhebber op de USS Wright (AV-1) in het voorjaar van 1930. In juli 1931 mocht hij het bevel overnemen op het eerste Amerikaanse vliegdekschip, de USS Langley (CV-1).
Na zijn leidinggevende functie op NAS Hampton Roads, Virginia, begin juni 1935, werd Aubrey Fitch bevorderd tot Chef-staf Commandant Luchtstrijdmacht (Chief Commander Airforce) en wisselde zijn commando voor de USS Lexington (CV-2) in april 1936.
Daaropvolgend volgde hij bij de Naval War College, Newport, Rhode Island een senior course van juni 1937 tot mei 1938.
Na het voltooien van deze opleiding werd hij bevelhebber van de NAS Pensacola, in juni 1939. In de lente van 1940 nam hij de leiding over de Patrol Wing 2, gevestigd te Pearl Harbor en 7 maanden later, bracht hij zijn vlag over op de USS Saratoga (CV-3), als commandant van de Carrier Division 1. Bij het uitbreken van de vijandelijkheden in de Stille Oceaan in december 1941 was Fitch dus een van de meest ervaren vliegdekschip commandanten.

## Tweede Wereldoorlog
Bij het uitbreken van de vijandelijkheden in de Stille Oceaan op 7 december 1941 lagen de Amerikaanse vliegdekschepen niet in Pearl Harbor.
Fitch had al een vermoeden dat het gezamenlijke Marine- en Luchtmachtwapen voor beide partijen van zeer groot belang zouden worden. Het slagschiptijdperk was in zijn ogen gepasseerd. Dat bleek ook na de Japanse aanval op Pearl Harbor en drie dagen later, met de Britse slagschepen HMS Prince of Wales en HMS Repulse. Kleine vliegtuigen hadden grote sterke gepantserde slagschepen vernietigd...
Het vlaggenschip van Fitch, de USS Saratoga, speelde een hoofdrol bij de afgebroken poging om in december 1941 de verdediging van Wake eiland te versterken. Eind januari 1942 werd zij bij Oahu getorpedeerd; deze schade betekende een ernstige verzwakking van de Amerikaanse carrier capaciteit in een kritieke periode.
Schout-bij-nacht Fitch hees hierop zijn vlag op de USS Lexington (CV-2), hiermee op 3 april 1942 viceadmiraal Wilson Brown aflossend.

### Slag in de Koraalzee
Tijdens de Slag in de Koraalzee was Fitch commandant van Task Group 17.5, bestaande uit de vliegdekschepen "Lady Lex" en de Yorktown, als onderdeel van Task Force 11, onder bevel van schout-bij-nacht Frank Jack Fletcher.
In deze slag, waarin geen van beide zijden binnen schootsafstand van de ander partij kwam, verloor Fitch de "Lexington" op 8 mei 1942 en raakte de "Yorktown" beschadigd, maar de Japanse vloot verloor het kleinere vliegdekschip Shoho en brak de opmars naar Port Moresby af.
Na de ondergang van de Lexington bracht Fitch zijn vlag over naar de kruiser USS Minneapolis (CA-36). Samen met kapitein Sherman van de Lexington bezocht hij de gewonden in de ziekenboeg van de kruiser. Voor zijn leiderschap gedurende de slag in de Koraalzee ontving hij zijn eerste Distinguished Service Medal.
Viceadmiraal Fitch bracht toen zijn vlag terug op zijn voormalige vlaggenvliegdekschip USS Saratoga. Maar hij kwam op 6 juni aan te Pearl Harbor, te laat om nog deel te nemen aan de Slag bij Midway.

### Guadalcanal
Op 20 september 1942, 6 weken na de eerste Amerikaanse amfibische operatie van de oorlog van de oorlog bij Guadalcanal, kreeg Fitch het bevel over de luchtmacht van "South Pacific Force", afgekort tot AirSoPac. Hij was geen bureauadmiraal, en voerde persoonlijk vele risicovolle vluchten in het gevechtsgebied uit om bijvoorbeeld bases te selecteren voor geplance operaties.
Onder de leiding van Fitch groeide AirSoPac en omvatte uiteindelijk niet alleen de marineluchtstrijdkrachten, maar ook die van het leger, de mariniers en de luchtstrijdkrachten van Nieuw-Zeeland. Fitch' vliegtuigen beschermden de geallieerde landingen in de South Pacific en de ondersteunende oorlogsschepen. De vliegtuigen van Fitch beschermden de geallieerde scheepvaart, en deze luchtbescherming droeg belangrijk bij aan de uiteindelijke overwinning op de Japanse strijdkrachten op de Salomonseilanden.
Zijn vliegtuigen voerden ook vitale verkenningsmissies uit en ontdekten de Japanse oorlogsschepen tijdens de Zeeslag bij de Santa Cruzeilanden in oktober 1942 en gedurende de Zeeslag bij Guadalcanal in november 1942.

### 1943-1945
Later in 1943 had admiraal Fitch de leiding over een aantal experimenten, waaronder nachtbombardementen met radar en het gebruik van speciaal aangepaste vliegtuigen voor het nemen van uitvoerige luchtfoto's over het nog te veroveren terrein en zee-engtes.
Hiervoor kreeg Fitch zijn tweede Distinguished Service Medal.
Admiraal Fitch keerde terug naar Washington D.C. in de zomer van 1944 en bekwam de titel Deputy Chief of Naval Operations (Air). Hij gaf bekwaam en efficiënt leiding aan de lucht organisatie van de marine, nam maatregelen voor de verbetering van de opstelling en beschikbaarheidsgraad gereedheid van de marineluchtstrijdkrachten.
Voor deze inspanningen werd hij gehuldigd met het Legion of Merit.

## Na de Tweede Wereldoorlog
Na de overgave van Japan werd admiraal Fitch op 16 augustus 1945 hoofddirecteur-generaal van de Marine Academie en hield die post tot 15 januari 1947, met zijdelingse plichten als commandant van het "Severn River Command". Op deze academie richtte hij de luchtvaartafdeling op.
Hierna diende admiraal Fitch kort in het Bureau van de Ondersecretaris van de Navy, vooraleer hij oudste lid van de Naval Clemency and Prison Inspecion Board werd, in maart 1947. Hij was dit tot hij werd ontslagen van alle actieve plichten in 1947. Toen werd Fitch 65 jaar oud en ging hij met pensioen.

## Admiraal A. W. Fitch
Admiraal Aubrey W. Fitch stierf in zijn overgenomen staat Maine en woonplaats, op 22 mei 1978, kort voor hij 95 jaar werd. Hij en zijn vrouw Gwyneth Fitch vonden Maine, een rustige kleine staat bij de zee. Voordien woonden ze te Annapolis in Maryland voor zijn Academy aldaar.

## USS Aubrey Fitch (FFG-34)
In 1981 werd de USS Aubrey Fitch (FFG-34), een fregat naar hem genoemd.
Op 10 april 1981 kwam het fregat op stapel te Bath, Maine door de Bath Iron Works, en te water gelaten op 17 oktober 1981 en gedoopt door de meter van het schip, Mvr. Francesca Fitch Furgeson, de kleindochter van admiraal Fitch.

## Militaire loopbaan
- Ensign, United States Navy: 1908[2][3]
- Lieutenant (junior grade), United States Navy:
- Lieutenant, United States Navy: 1910
- Lieutenant Commander, United States Navy:
- Commander, United States Navy:
- Captain, United States Navy: 1938
- Rear Admiral (lower half), United States Navy: 1940
- Rear Admiral, United States Navy: november 1940[2]
- Vice Admiral, United States Navy: 8 augustus 1942[2]
- Admiral, United States Navy: juli 1947[2]

## Decoraties
- Naval Aviator Badge
- Navy Distinguished Service Medal
- Distinguished Flying Cross (United States)
- Legioen van Verdienst